# Alessandra Moretti (Pharmazeutin)
Alessandra Moretti (* 20. August 1967) ist eine italienische Chemikerin, Pharmazeutin und Hochschullehrerin an der Technischen Universität München.

## Leben und Wirken
Moretti studierte ab 1986 Chemie und Pharmazie an der Universität Padua. Dort schloss sie 1992 ihre Studien mit dem Erwerb des Mastertitels ab. 1997 wurde sie von der Universität Padua in Pharmakologie und Toxikologie promoviert. Anschließend trat sie eine Stellung als Postdoktorandin an der TU München an. Für eine Stelle als wissenschaftliche Projektleiterin an der University of California, San Diego siedelte Moretti 2002 in die USA über. 2005 wurde sie Dozentin an der Harvard Medical School. Diese Tätigkeit übte sie bis 2008 aus, wurde indes stellenweise parallel dazu bereits 2006 Gruppenleiterin an der  Klinik und Poliklinik für Innere Medizin I der TU München. Seit 2010 leitet Moretti das Deutsche Zentrum für Herz-Kreislauf-Forschung. Seit 2015 hat sie in München einen ordentlichen Lehrstuhl für Regenerative Medizin kardiovaskulärer Erkrankungen an der Klinik und Poliklinik für Innere Medizin I des Klinikums rechts der Isar. Unterbrochen wurde diese Tätigkeit von 2019 bis 2024 für eine außerordentliche Professur an der School of Medicine der Yale University. Seit 2023 ist sie zudem Mitglied des wissenschaftlichen Beirats des Max-Planck-Instituts für Herz- und Lungenforschung in Bad Nauheim.
2024 wurde Moretti zum Mitglied in die Deutsche Akademie der Naturforscher Leopoldina gewählt.

## Forschung
Morettis Forschung konzentriert sich auf das menschliche Herz und dessen Erkrankungen. Auf dem Gebiet der Modellierung menschlicher Herzerkrankungen hat sie Pionierarbeit geleistet. Insbesondere befasst sie sich mit der Erforschung neuartiger therapeutischer Ansätze, um die Funktion kranker Herzen wiederherzustellen und den Herzmuskel nach Verletzungen zu regenerieren, wofür sie Ansätze aus der Stammzellbiologie, der Herzentwicklung und des Bioengineering integriert. Im besonderen Fokus steht die Forschung an Herzorganoiden. Hier nimmt Moretti eine internationale Vorreiterrolle ein: Sie etablierte das erste selbst-organisierende kardiale Organoid, das die gemeinsame Entwicklung von Ventrikelmyokard und Epikard zeigt, ein sogenanntes Epikardioid. Mit diesen dreidimensionalen Zellgebilden lässt sich die Entwicklung des menschlichen Herzens im Labor nachstellen. Ihr Ziel ist es, kardiale Organoide als Modelle für menschliche embryonale Herzentwicklung zu nutzen und damit Mechanismen der kardialen Regeneration zu entschlüsseln.
Ein weiterer zentraler Schwerpunkt in Morettis Forschung liegt in der Modellierung menschlicher Herzerkrankungen. Dafür setzt sie pluripotente Stammzellen ein und verwendet Methoden wie die CRISPR/Cas-Methode und Bioprinting. Für ihre Forschung erhielt sie 2024 einen ERC Advanced Grant.